# Bókai Mária
Bókai Mária (Budapest, 1939. október 8. –) magyar színésznő,  Életműdíjas szinkronszínész, a Gárdonyi Géza Színház örökös tagja.

## Életpályája
Diplomáját 1963-ban szerezte a Színművészeti Főiskolán. Pályáját a Szegedi Nemzeti Színházban kezdte, majd 1967-től egy évadot a Miskolci Nemzeti Színházban töltött. 1968-tól a szolnoki Szigligeti Színházhoz szerződött. 1975-től a Pécsi Nemzeti Színházban játszott, 1984-től a József Attila Színházban szerepelt. 1986-tól a debreceni Csokonai Színház színésznője volt. 1987-től alapító tagja az egri Gárdonyi Géza Színház állandó társulatának. Tanított az egri színház Kelemen László Színészképző Stúdiójában. 1998-ban vonult nyugdíjba, de tanítással azóta is foglalkozik. Szinkronszínésznőként is népszerű, több mint 600 film szinkronjában működött közre. Szinkronszínészi munkája elismeréseként 2017-ben Életműdíjat kapott, Bács Ferenc és Perlaki István mellett. Az egri teátrum örökös tagjai közé választotta.

## Fontosabb színházi szerepei
- Shakespeare: III. Richárd... Lady Anna; Erzsébet
- Shakespeare: Tévedések vígjátéka... Adriana, Ephesusi Antipholus felesége; Emília, Aegeon felesége, apácafőnöknő Ephesusban
- George Bernard Shaw: Pygmalion... Higginsné
- G. B. Shaw: Bolondok háza (Megtört szívek háza)... Ariadne Utterword, a Kapitány másik lánya
- Arthur Miller: A salemi boszorkányok... Tituba, Parris néger szolgálója
- Bertolt Brecht: Koldusopera... Lucy, Brown leánya
- Oscar Wilde: Firenzei tragédia... Kalmár felesége
- Makszim Gorkij: Kispolgárok... Cvetajeva, tanárnő
- Csehov: Három nővér... Natasa
- Csehov: Leánykérés... szereplő
- Tadeusz Różewicz: Fehér házasság... Anya
- Jaroslav Hašek–Bodrogi Gyula–Aldobolyi Nagy György: Svejk a hátországban... Paliveczné; Bárónő
- Vörösmarty Mihály: Csongor és Tünde... Tünde
- Szophoklész: Antigoné... Antigoné
- Euripidész: A trójai nők... A trójai nők karának tagja
- Albert Camus: Az igazak... A nagyhercegnő
- Jean Anouilh: Romeo és Jeanette... Julia
- Alfred Jarry: Übü király... Rozamunda királyné
- Madách Imre: Az ember tragédiája... Éva
- Móricz Zsigmond: Úri muri... Rhédey Eszter
- Móricz Zsigmond: Nem élhetek muzsikaszó nélkül... Pepi néni
- Móricz Zsigmond: Csiribiri... szereplő
- Bródy Sándor: A tanítónő... Hray Ida
- Heltai Jenő: A néma levente... Zilia Duca, nemes olasz hölgy; Nardella, a királyné dajkája
- Szép Ernő: Vőlegény... Gyengusné
- Füst Milán: A zongora... Neumanné, Eleonóra, Mühlstadt idősebb nővére
- Gárdonyi Géza: A láthatatlan ember... Csáthné, Emőke mostohája
- Molnár Ferenc: Doktor úr... Dr. Sárkányné, az ügyvéd felesége
- Molnár Ferenc: Menyegző... Dományné
- Fejes Endre: Rozsdatemető... Eszter
- Örkény István: Macskajáték... Ilus, Orbánné lánya; Paula
- Örkény István: Tóték... Gizi Gézáné, egy rosszhírű nő
- Darvas Szilárd–Királyhegyi Pál: Lopni nem szabad... Olga, a menyasszony
- Vaszary János: Ki a harmadik?... Laura néni
- Hegedüs Géza: Mátyás király Debrecenben... Borosné
- Hernádi Gyula: Bajcsy-Zsilinszky Endre... Bende Mária
- Békés Pál: New-Buda... Újházyné Terézia
- Szakonyi Károly: Adáshiba... Saci
- Gyöngyössy Imre: Csillagok órája... Anna
- Háy Gyula: cAliguLÓ... Pyrallis, idős kéjnő
- Sükösd Mihály: A kívülálló... Mária, Vancsura felesége
- Fényes Szabolcs: Maya... Maya
- Ábrahám Pál: Bál a Savoyban... Tangolita
- Kálmán Imre: Marica grófnő... Marica grófnő
- Kálmán Imre: Csárdáskirálynő... Szilvia
- Huszka Jenő: Lili bárónő... Gróf Illésházy Agátha
- Huszka Jenő: Mária főhadnagy... Antónia
- Jacobi Viktor: Sybill... Sybill
- Lehár Ferenc: Cigányszerelem.. Ilona
- Lehár Ferenc: Luxemburg grófja... Angela
- Zerkovitz Béla–Szilágyi László: Csókos asszony... Hunyadiné
- Iszaak Oszipovics Dunajevszkij: Fehér akácok... Tonja, Csumakov unokahúga
- Déry Tibor–Pós Sándor–Presser Gábor–Adamis Anna: Képzelt riport egy amerikai pop-fesztiválról... Beverley
- Oscar Straus: Varázskeringő... Helena, a herceg leánya
- Herman: Helló, Dolly... Dolly
- Georges Feydeau: A szobalány fütyül rám... Marcelle, a fogorvos felesége
- Georges Feydeau: A nagy szülés... De Champrinet-né, Toudoux anyósa
- Schönthan testvérek–Kellér Dezső–Szenes Iván: A szabin nők elrablása... Róza
- Joseph Kesselring: Arzén és levendula... Abby
- William Somerset Maugham: Imádok férjhez menni... Mrs. Shuttleworth
- Jevgenyij Lvovics Svarc: Az elvarázsolt testvérek... Dolgos Vaszilissza
- Valentyin Petrovics Katajev: Bolond vasárnap... Heléna Dundina, nagyságos elvtársnő
- Mihail Roscsin: Olga... Zója, Mjakisev felesége
- Jurij Bondarev: A part... Frau Herbert
- Leonyid Zsuhovickij: A delfin hátán... Rita, Vologya felesége
- Alexander Lernet-Holenia: Hússaláta... Charlotte Rosenzopf
- Giulio Scarnicci–Renzo Tarabusi: Kaviár és lencse... Helena
- Tim Rice–Andrew Lloyd Webber: József és a színes, szélesvásznú álomkabát... Potifárné
- Terrence McNally: A görkorcsolyapálya... Anna, Angel anyja

## Filmek, tv
- Jelbeszéd (1974)
- Túlsó part (1982)
- A fekete kolostor (1986)
- Hosszú szökés (1987)
- A védelemé a szó (sorozat)

- Amit a halál sem old meg című rész (1988)
- Limonádé (sorozat) 12. rész (2003)
- Liza, a rókatündér (2015)... Vilma
- Valami madarak (2023) ...Bözsi
- …a szomszéd tehene (2024) ...Baloghné

## Szinkron
- Angyali Érintés (4.-9. évad) – Tess (Della Reese)
- Csodálatos dolog – Marlene (Anna Karen)
- Folytassa, rendőr! (1960/2012), a polgármesternő
- Volt egyszer egy stúdió: Flora (Verna Felton) (archív felvétel)

## Díjai, elismerései
- Magyar Köztársasági Ezüst Érdemkereszt (2010)[5]
- A magyar szinkronszakma Életműdíja (2017)
- A Gárdonyi Géza Színház örökös tagja